# Александер, Эрл
Эрл Александер (англ. Earl Alexander) — футболист, выступавший за сборную Сент-Винсента и Гренадин. Участник Золотого кубка КОНКАКАФ 1996.

## Карьера в сборной
В 1996 году Эрл вошёл в состав сборной Сент-Винсента и Гренадин на Золотой кубок КОНКАКАФ 1996. На турнире он принял участие в одном матче — 16 января вышел на замену на 68-й минуте в игре с Гватемалой (0:3). По итогам группового этапа Сент-Винсент и Гренадины заняли последнее место, не набрав очков. Данных о дальнейших выступлениях игрока за сборную нет.